# Hangács-patak
A Hangács-patak Borsod-Abaúj-Zemplén vármegyében, a Cserehát nyugati peremén, Hangács településen ered mintegy 190 méteres tengerszint feletti magasságban. A patakot két, Hangács belterületén eredő forrás táplálja. A patak forrásától kezdve délnyugati irányban halad, majd a zilizi templomnál éri el a Ziliz-patakot. Hossza 8 kilométer, medrének szemcsemérete közepes-finom. Az év legnagyobb részében kis vízhozamú, csak a tavaszi és nyári áradások időszakában szállít nagyobb vízmennyiséget.

## Part menti települések
- Hangács
- Nyomár
- Ziliz